# CESAER
La Conference of European Schools for Advanced Engineering Education and Research (CESAER) è una organizzazione, fondata nel 1990 che rappresenta e supporta circa cinquanta istituti universitari in 25 Paesi europei, fornendo loro un forum di discussione per la cooperazione e lo scambio di informazioni sull'educazione e sulle politiche di ricerca.
La CESAER fu costituita il 10 maggio 1990, con sede a Lovanio, in Belgio.

## Membri
Lista aggiornata a dicembre 2016
 AustriaUniversità tecnica di Vienna
 BelgioKU Leuven, Faculty of Engineering Science
Université Catholique de Louvain, Ecole Polytechnique
Universiteit Gent, Facoltà di Ingegneria e Architettura
 Rep. CecaVysoké učení technické v Brně
Università Tecnica Ceca di Praga
 DanimarcaAalborg Universitet - Facoltà di Ingegneria e Scienze
DTU - Danmarks Tekniske Universitet
 EstoniaTallinna Tehnikaülikool
 FinlandiaUniversità Aalto
 FranciaCentraleSupélec
Grenoble INP - Institut National Polytechnique de Grenoble
INSA - Institut National des Sciences Appliquées de Lyon
ParisTech
 GermaniaKarlsruher Institut für Technologie (KIT)
Leibniz Universität Hannover
Rheinisch-Westfälische Technische Hochschule (RWTH) Aachen
Technische Universität Berlin
Technische Universität Carolo-Wilhelmina zu Braunschweig
Technische Universität Darmstadt
Technische Universität Dresden
Technische Universität München
 GreciaUniversità Aristotele di Salonicco
 IrlandaUniversity College Dublin
 IsraeleTechnion - Israel Institute of Technology
 ItaliaPolitecnico di Milano
Politecnico di Torino
 LettoniaUniversità Tecnica di Riga
 LituaniaUniversità tecnica di Kaunas
 NorvegiaUniversità norvegese di scienza e tecnologia, NTNU
 Paesi BassiUniversità tecnica di Delft
Università tecnica di Eindhoven
Università di Twente
 PoloniaPolitecnico di Danzica
Politecnico di Poznań
Politecnico di Varsavia
 PortogalloInstituto Superior Técnico
Università di Porto, Facoltà di Ingegneria
 Regno UnitoUniversità di Strathclyde
 RomaniaUniversità Politecnica di Bucarest
 RussiaUniversità Politecnica di Tomsk
 SpagnaUniversidad Politécnica de Madrid
Universidad Politécnica de Valencia
Universitat Politècnica de Catalunya · BarcelonaTech
 SveziaUniversità di tecnologia Chalmers
Istituto Reale di Tecnologia (KTH)
Università di Lund, Facoltà di Ingegneria LTH
 SvizzeraScuola politecnica federale di Losanna
Politecnico federale di Zurigo
 TurchiaUniversità tecnica di Istanbul
 UngheriaUniversità di Tecnologia e di Economia di Budapest